# Cadillac XT6

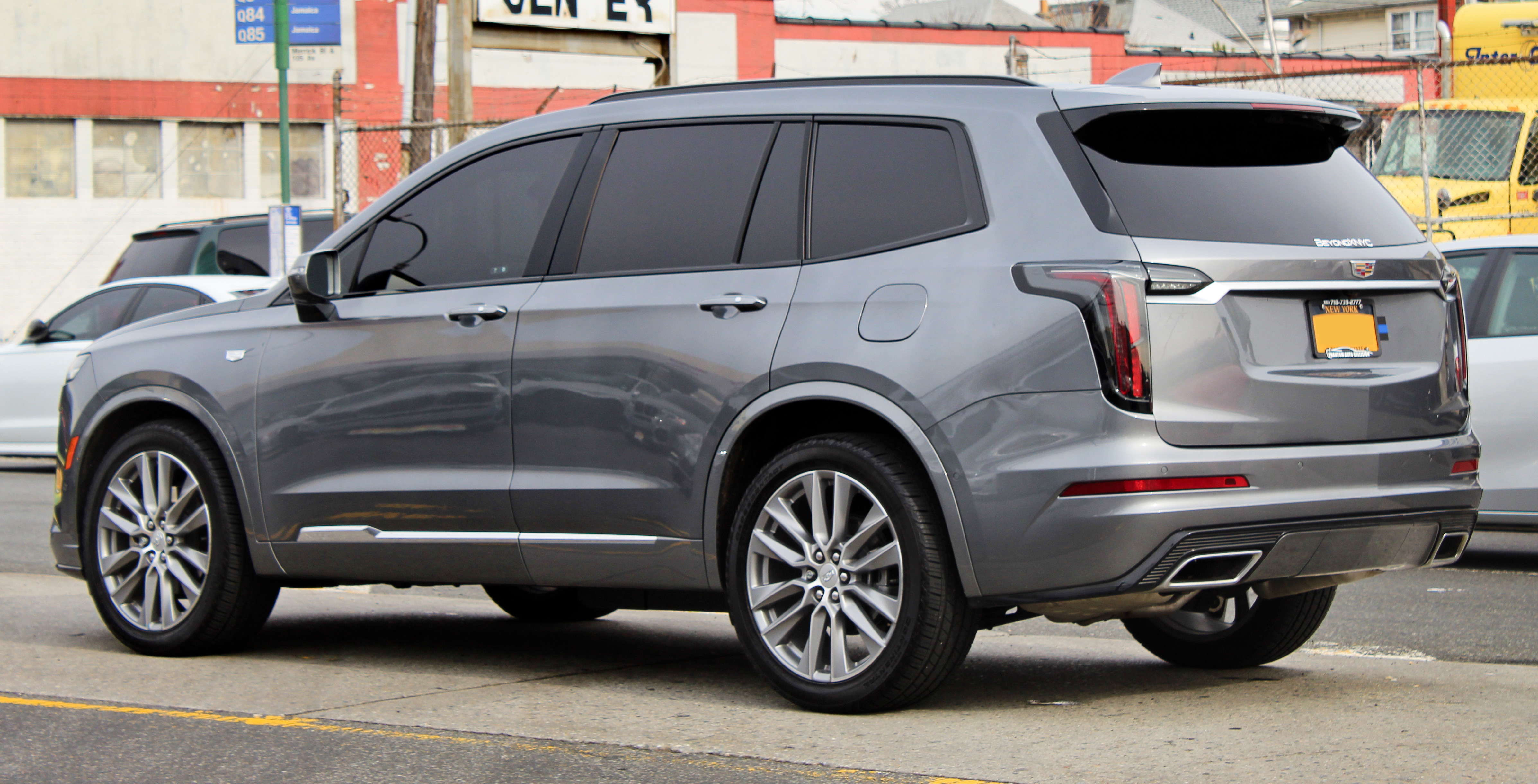
Heckansicht

Der Cadillac XT6 (Abkürzung für Crossover Touring 6) ist ein Sport Utility Vehicle von Cadillac, das zwischen dem XT5 und dem Escalade positioniert ist.

## Geschichte
Der XT6 wurde auf der North American International Auto Show im Januar 2019 in Detroit vorgestellt. Seit Sommer 2019 wird das sechssitzige Fahrzeug in Nordamerika und China verkauft. Zwischen Februar 2020 und Februar 2022 wurde es auch in Russland angeboten. Dann stellte General Motors den Verkauf von Fahrzeugen auf dem russischen Markt wegen des Überfalls auf die Ukraine ein.
Produziert wird das SUV in Spring Hill (Tennessee) von General Motors und in Shanghai von SAIC General Motors. Die Produktion in den Vereinigten Staaten soll Ende 2025 eingestellt werden.

## Ausstattungslinien
Der XT6 wird auf dem Heimatmarkt in den Ausstattungslinien Premium Luxury und Sport angeboten.

## Technische Daten
Angetrieben wird das SUV in Nordamerika vom aus dem XT5 bekannten 3,6-Liter-Ottomotor mit 231 kW (314 PS). Serienmäßig hat der XT6 Vorderradantrieb, gegen Aufpreis ist Allradantrieb erhältlich. Der XT6 hat immer ein neunstufiges Automatikgetriebe. Für den chinesischen und den russischen Markt gibt es ihn nur mit dem aus dem XT4 bekannten Zweiliter-Ottomotor mit Turbolader, der seit Ende 2020 auch für den nordamerikanischen Markt erhältlich ist.
|                                            | 2.0 Turbo                                       | 28T                                             | 28T                                             | 2.0 Turbo                                       | 3.6 V6                                          |
| ------------------------------------------ | ----------------------------------------------- | ----------------------------------------------- | ----------------------------------------------- | ----------------------------------------------- | ----------------------------------------------- |
| Markt                                      | Russland                                        | China                                           | China                                           | Nordamerika                                     | Nordamerika                                     |
| Bauzeitraum                                | 02/2020–02/2022                                 | seit 04/2020                                    | 07/2019–04/2020                                 | seit 12/2020                                    | seit 06/2019                                    |
| Motorkenndaten                             |                                                 |                                                 |                                                 |                                                 |                                                 |
| Motorart                                   | Ottomotor                                       | Ottomotor                                       | Ottomotor                                       | Ottomotor                                       | Ottomotor                                       |
| Motorbauart                                | R4                                              | R4                                              | R4                                              | R4                                              | V6                                              |
| Hubraum                                    | 1998 cm³                                        | 1998 cm³                                        | 1998 cm³                                        | 1998 cm³                                        | 3649 cm³                                        |
| Motoraufladung                             | Turbolader                                      | Turbolader                                      | Turbolader                                      | Turbolader                                      | —                                               |
| max. Leistung                              | 147 kW (200 PS) bei 4250–6000 min−1             | 174 kW (237 PS) bei 5000 min−1                  | 177 kW (241 PS) bei 5000 min−1                  | 177 kW (241 PS) bei 5000 min−1                  | 231 kW (314 PS) bei 6600 min−1                  |
| max. Drehmoment                            | 350 Nm bei 1500–4000 min−1                      | 350 Nm bei 1500–4000 min−1                      | 350 Nm bei 1500–4000 min−1                      | 350 Nm bei 1500–4000 min−1                      | 368 Nm bei 5000 min−1                           |
| Kraftübertragung                           |                                                 |                                                 |                                                 |                                                 |                                                 |
| Antrieb, serienmäßig                       | Vorderradantrieb                                | Vorderradantrieb                                | Vorderradantrieb                                | Vorderradantrieb                                | Vorderradantrieb                                |
| Antrieb, optional                          | (Allradantrieb)                                 | (Allradantrieb)                                 | (Allradantrieb)                                 | (Allradantrieb)                                 | (Allradantrieb)                                 |
| Getriebe, serienmäßig                      | 9-Stufen-Automatikgetriebe                      | 9-Stufen-Automatikgetriebe                      | 9-Stufen-Automatikgetriebe                      | 9-Stufen-Automatikgetriebe                      | 9-Stufen-Automatikgetriebe                      |
| Radaufhängung vorn                         | MacPherson-Federbeine, Querlenker, Stabilisator | MacPherson-Federbeine, Querlenker, Stabilisator | MacPherson-Federbeine, Querlenker, Stabilisator | MacPherson-Federbeine, Querlenker, Stabilisator | MacPherson-Federbeine, Querlenker, Stabilisator |
| Radaufhängung hinten                       | fünf Lenker, Stabilisator, Schraubenfedern      | fünf Lenker, Stabilisator, Schraubenfedern      | fünf Lenker, Stabilisator, Schraubenfedern      | fünf Lenker, Stabilisator, Schraubenfedern      | fünf Lenker, Stabilisator, Schraubenfedern      |
| Messwerte                                  |                                                 |                                                 |                                                 |                                                 |                                                 |
| Höchstgeschwindigkeit                      | 210 km/h                                        | 210 km/h                                        | 210 km/h                                        | k. A.                                           | k. A.                                           |
| Beschleunigung, 0–100 km/h                 | 9,9 s                                           | 8,7 s (8,8 s)                                   | 8,7 s (8,8 s)                                   | k. A.                                           | k. A.                                           |
| Kraftstoffverbrauch auf 100 km, kombiniert | 9,1 l Super                                     | 7,6 l Super (8,1 l Super)                       | 7,8 l Super (8,2 l Super)                       | k. A.                                           | k. A.                                           |
| Tankinhalt                                 | 72 l (83 l)                                     | 73 l (82 l)                                     | 73 l (82 l)                                     | 72 l (83 l)                                     | 72 l (83 l)                                     |

- Werte in ( ) gelten für Fahrzeuge mit Allradantrieb